# Beckton Park (Docklands Light Railway)
Beckton Park è una stazione della Docklands Light Railway (DLR) nei Docklands a est di Londra. Si trova sulla banchina nord del Royal Albert Dock (sebbene non sia possibile l'accesso a piedi). La stazione è di fronte al Beckton District South Park, che è uno spazio aperto che porta alle abitazioni di South Beckton.
Si trova sulla diramazione per Beckton, tra le stazioni di Royal Albert e Cyprus. Si trova nella Travelcard Zone 3 ed è la stazione meno utilizzata della DLR. Una precedente stazione chiamata Central si trovava in gran parte nello stesso sito dal 1880 al 1940, sulla ex linea da Custom House a Gallions.

## Galleria d'immagini

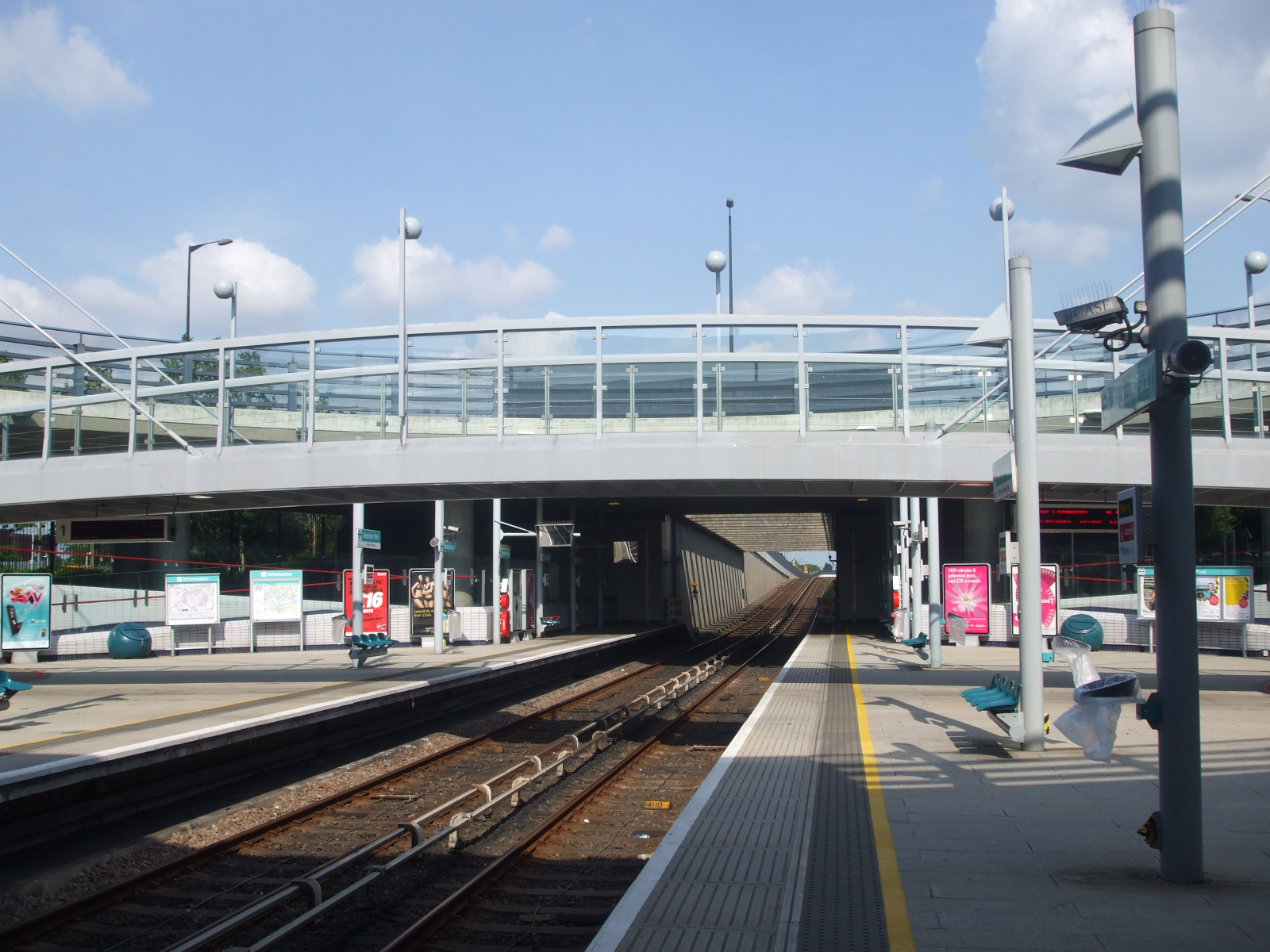
Verso Beckton
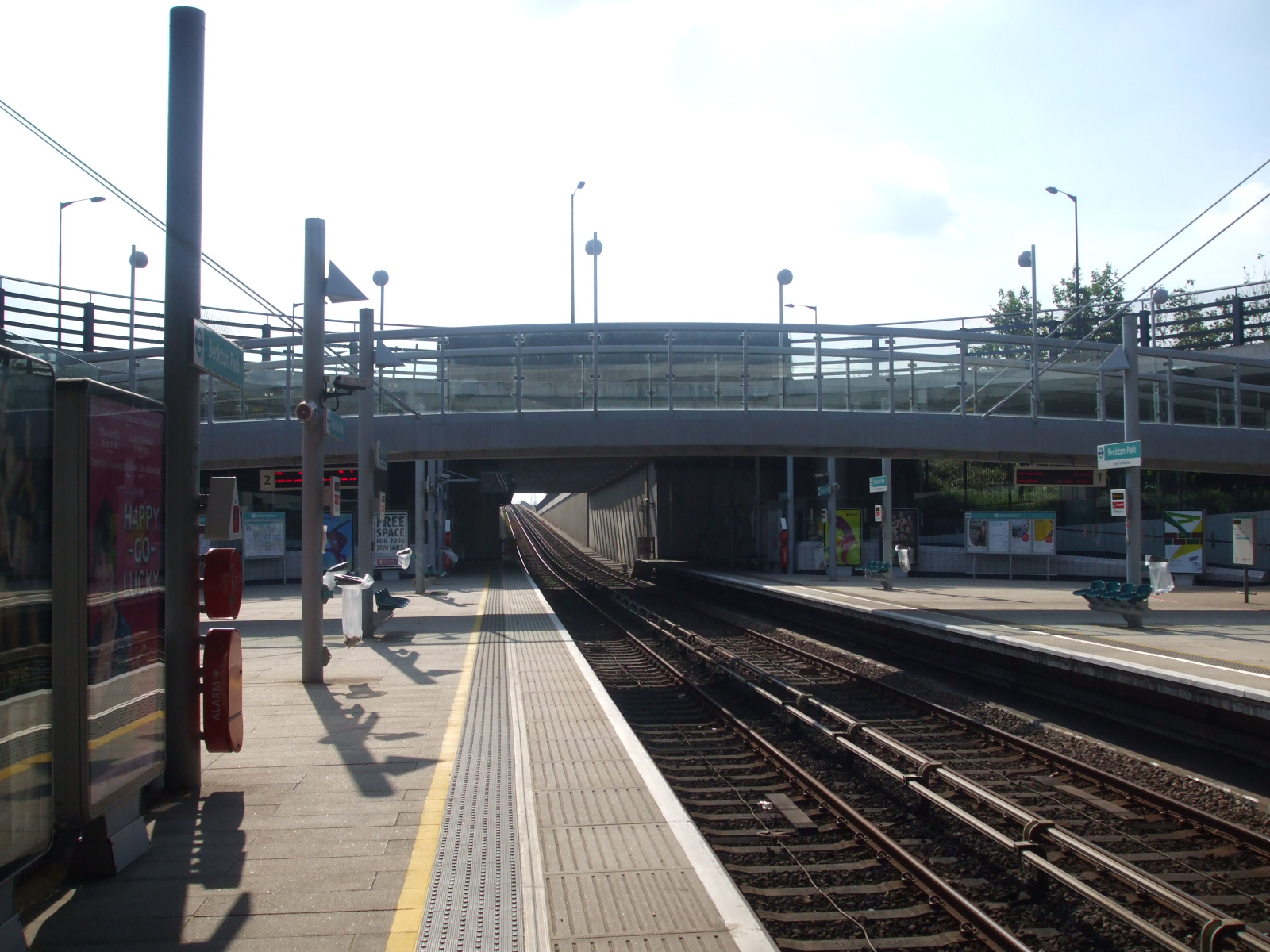
Verso Londra
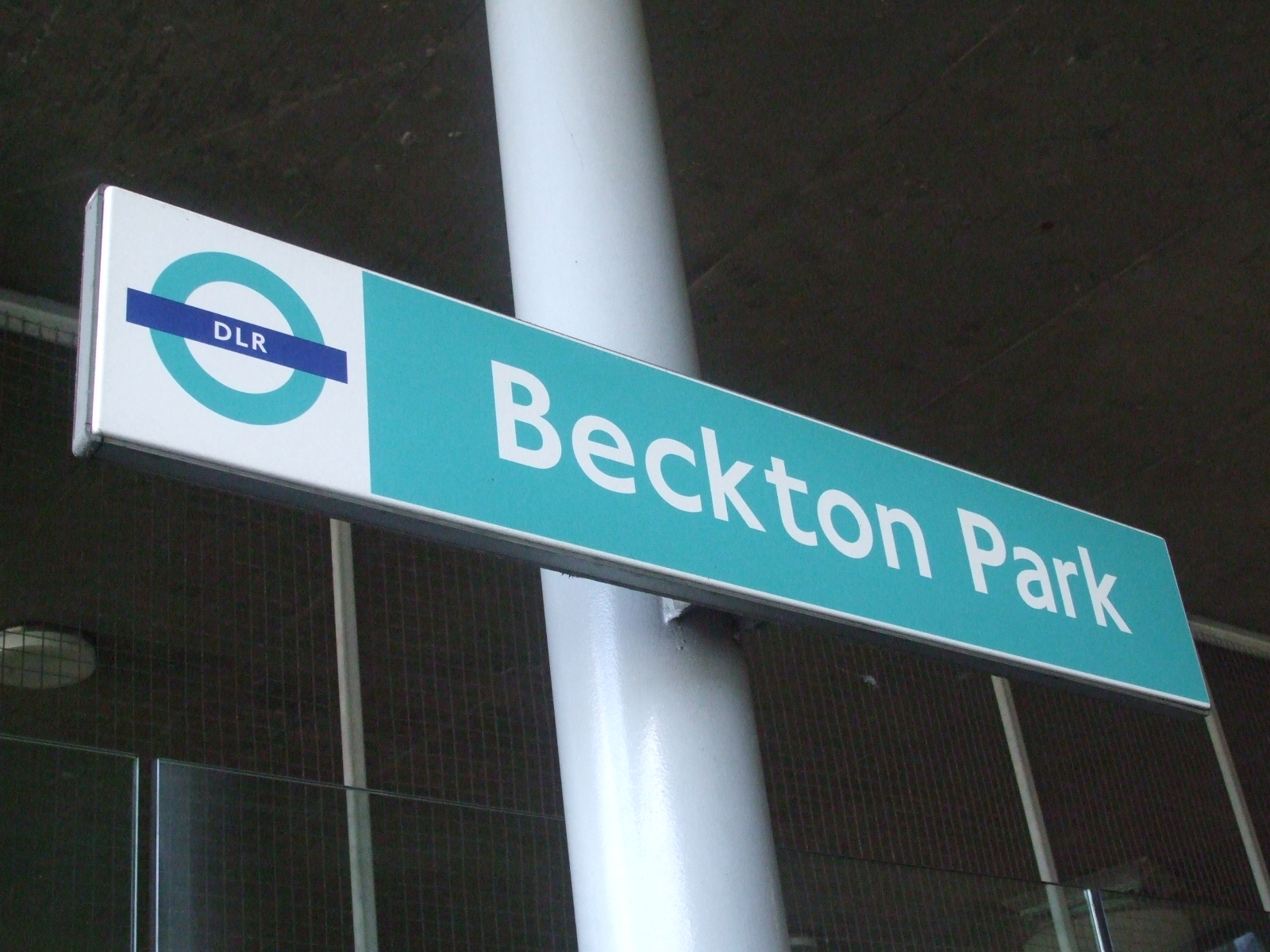
Segnale della stazione